# Веркерк, Мархинде
Мархинде Веркерк (нидерл. Marhinde Verkerk, р.21 ноября 1985) — нидерландская дзюдоистка, чемпионка мира и Европейских игр, призёр чемпионатов мира м Европы.

## Биография
Родилась в 1985 году в Роттердаме. В 2009 году стала чемпионкой мира. В 2010 году завоевала серебряную медаль чемпионата Европы. В 2012 году заняла 5-е место на Олимпийских играх в Лондоне. В 2013 году стала серебряным призёром чемпионата мира и бронзовой медалисткой чемпионата Европы. В 2014 году завоевала серебряную медаль чемпионата Европы. В 2015 году стала чемпионкой Европейских игр.